# 流浪者年代記
《流浪者年代记》（日语：ストレイヤーズ・クロニクル）是一部2015年上映的日本科幻动作电影，改编自本多孝好原作的同名小说。该电影由濑濑敬久执导，并于2015年6月27日上映。

## 主要演员
- スバル（荏碕昴） - 冈田将生
- 学 - 染谷将太
- 沙耶 - 成海璃子
- モモ - 松冈茉优
- 静 - 高月彩良
- 良介 - 清水寻也
- 壮 - 铃木伸之
- ヒデ - 柳俊太郎
- 隆二 - 濑户利树
- 亘 - 白石隼也
- 碧 - 黑岛结菜
- 赤城 - 青木崇高
- 神谷昌树 - 忍成修吾
- 三上悠里 - 岸井由纪乃
- 宇佐美 - 渡边大
- 三宅 - 日向丈
- リム・シェンヤン - 团时朗
- 丸山聪志 - 本乡奏多
- 宽人 - 布施纪行
- 井坂 - 丰原功補
- 大曾根诚 - 石桥莲司
- 渡濑浩一郎 - 伊原刚志
- 其他 - 奥野繁、池田政典、国枝量平、中胁树人、荻野友里、和木亚央、中川哲、藤本恭子、安野恭太、鹤井宗贵、池上幸平、佐藤加代子、久保浩子、阿部栞奈、堀内泰佑、渡边このみ、深田真弘、高村佳伟人、荒木飞羽、吉泽太阳、高桥琉晟、今井纱来、伊藤歩夢、矶野惠大、清水美沙、市原伽恋、酒井和哉、白井珠希、佐藤真子、江藤修平、松木研也、桥本有纱、小野孝弘、原田舞美、宫崎纱也绘、前原梨奈、杉浦芳理、鬼塚庸介、铃木雄一郎、佐藤美彩希、Steve Jean、Ozwald Kouame、Antnio Castaneda、Hamid Vesali、Sebastian K、Renato Sezaru、Mounir el Arfaoui、Leno、Avi Mazalto

## 票房
在日本，该电影已录得¥6450万的票房收入。